# Bình tưới

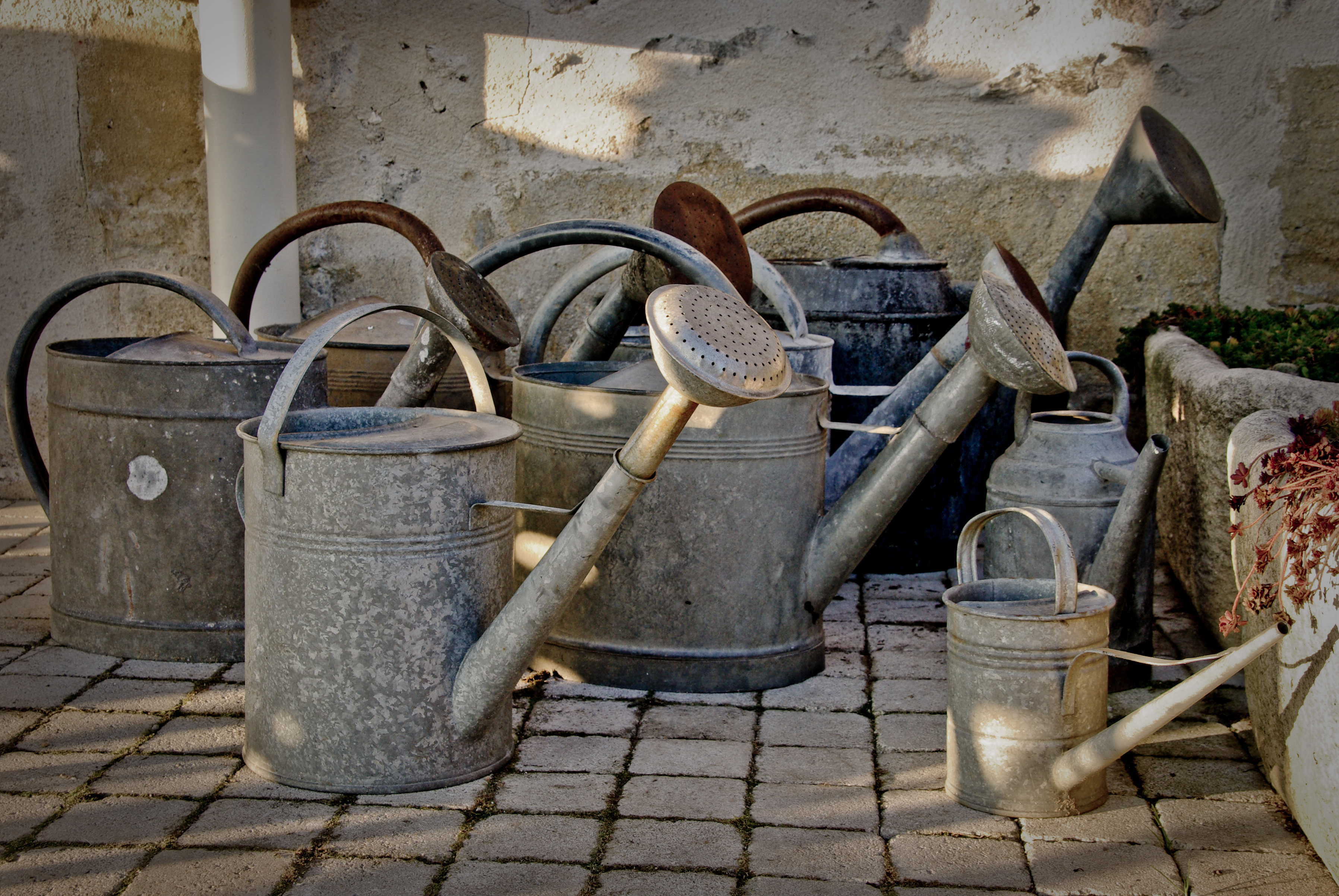
Các loại bình tưới làm bằng kim loại

Bình tưới (hoặc bình tưới cây) là một bình chứa di động, thường có tay cầm và phễu, dùng để tưới cây bằng tay. Nó đã được sử dụng ít nhất là từ năm 79 sau Công nguyên và từ đó đã chứng kiến nhiều cải tiến trong thiết kế. Ngoài việc tưới cây, nó có nhiều công dụng khác nhau, vì nó là một công cụ khá linh hoạt.
Dung tích của thùng chứa có thể từ 0,5 lít (đối với cây trồng trong nhà) đến 10 lít (đối với sử dụng trong vườn nói chung). Nó thường được làm bằng kim loại, gốm hoặc nhựa. Ở phần cuối của vòi, một "bông hồng" (một thiết bị, giống như nắp, có lỗ nhỏ) có thể được đặt để chia dòng nước thành những giọt nước, để tránh áp lực nước quá lớn lên đất hoặc lên cây. 

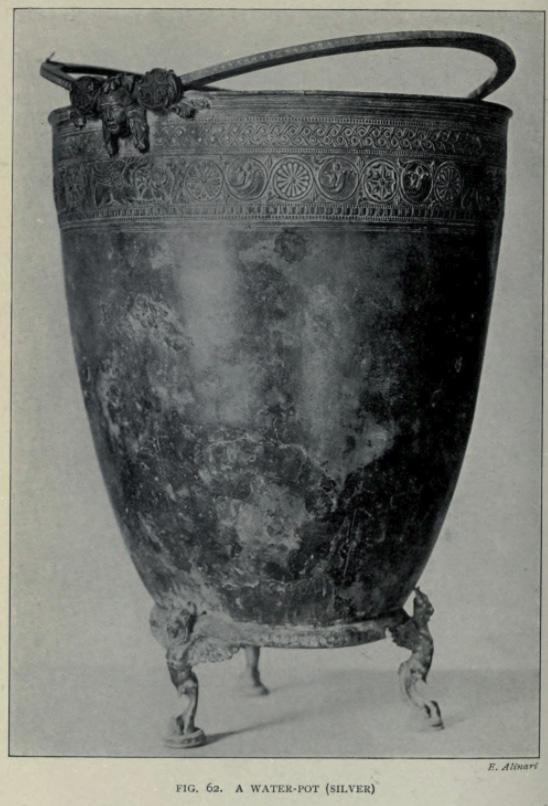
Bình tưới nước, được khai quật tại Villa of the Paccori, khoảng năm 79.

## Trong văn hóa phổ biến
- Nghệ sĩ trường phái ấn tượng Pierre-Auguste Renoir đã vẽ một tác phẩm mang tên Một cô gái với bình tưới nước.[1]
- John Cleese, trong một bản đánh giá đèn chiếu của Đại học Cambridge năm 1963 ("Cambridge Circus") phác họa "Phán xử không", đã mô tả một bình tưới như: "một tàu lớn, hình trụ, mạ thiếc với một miếng đổ đục lỗ, được sử dụng nhiều bởi các tầng lớp thấp hơn với mục đích làm ẩm đất nhân tạo ".

## Hình ảnh

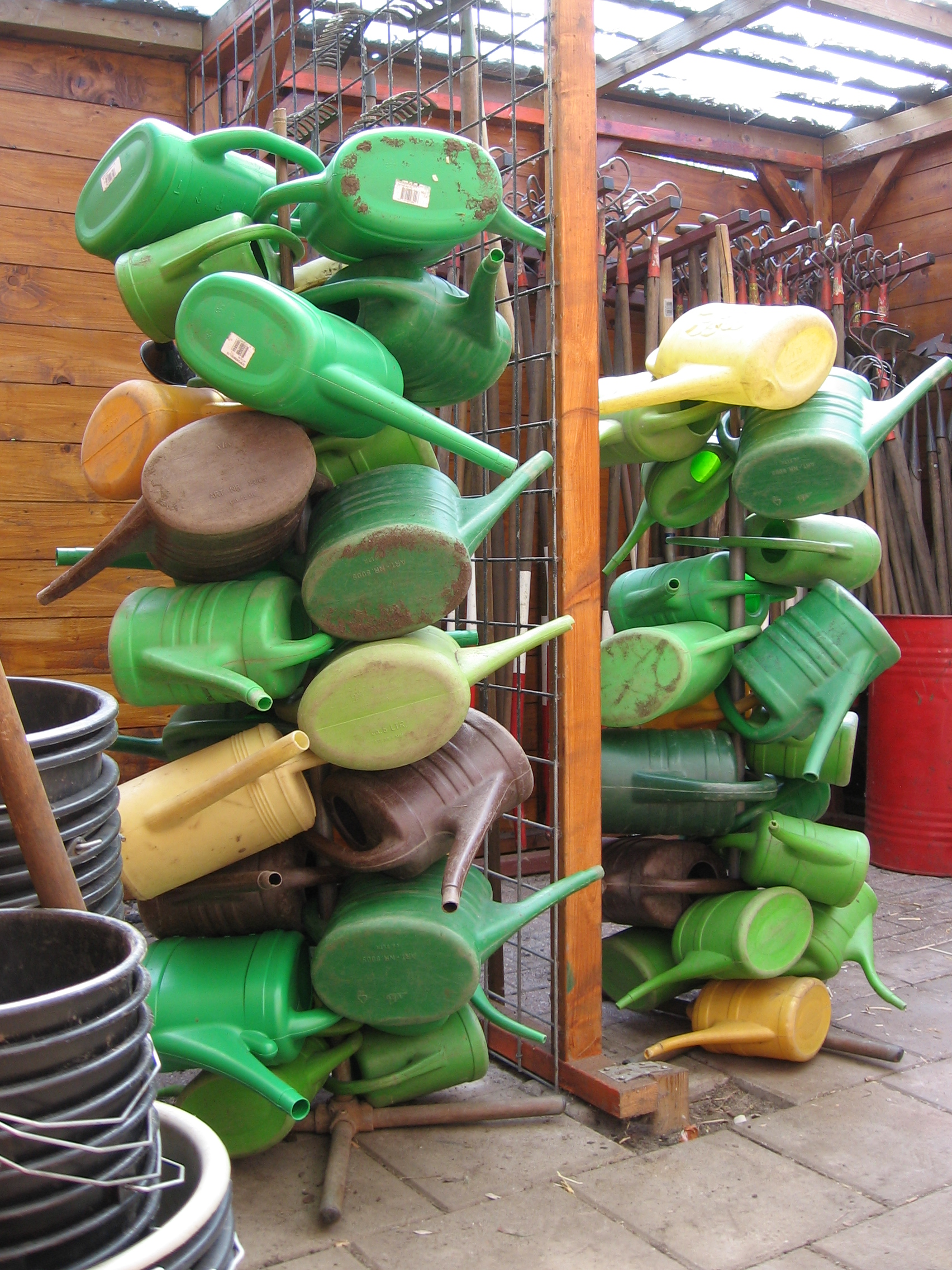
Tưới nước vào một cái cọc trong vườn trường, Schooltuin Plutodreef Utrecht, Hà Lan
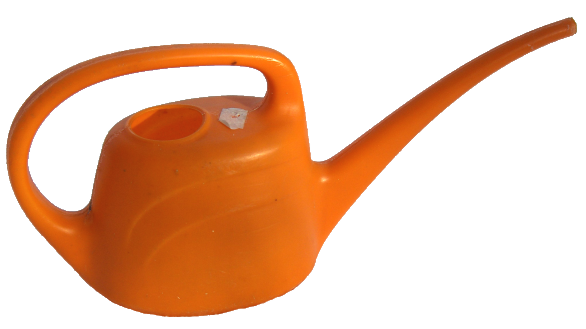
Một bình tưới nước có thể làm bằng nhựa
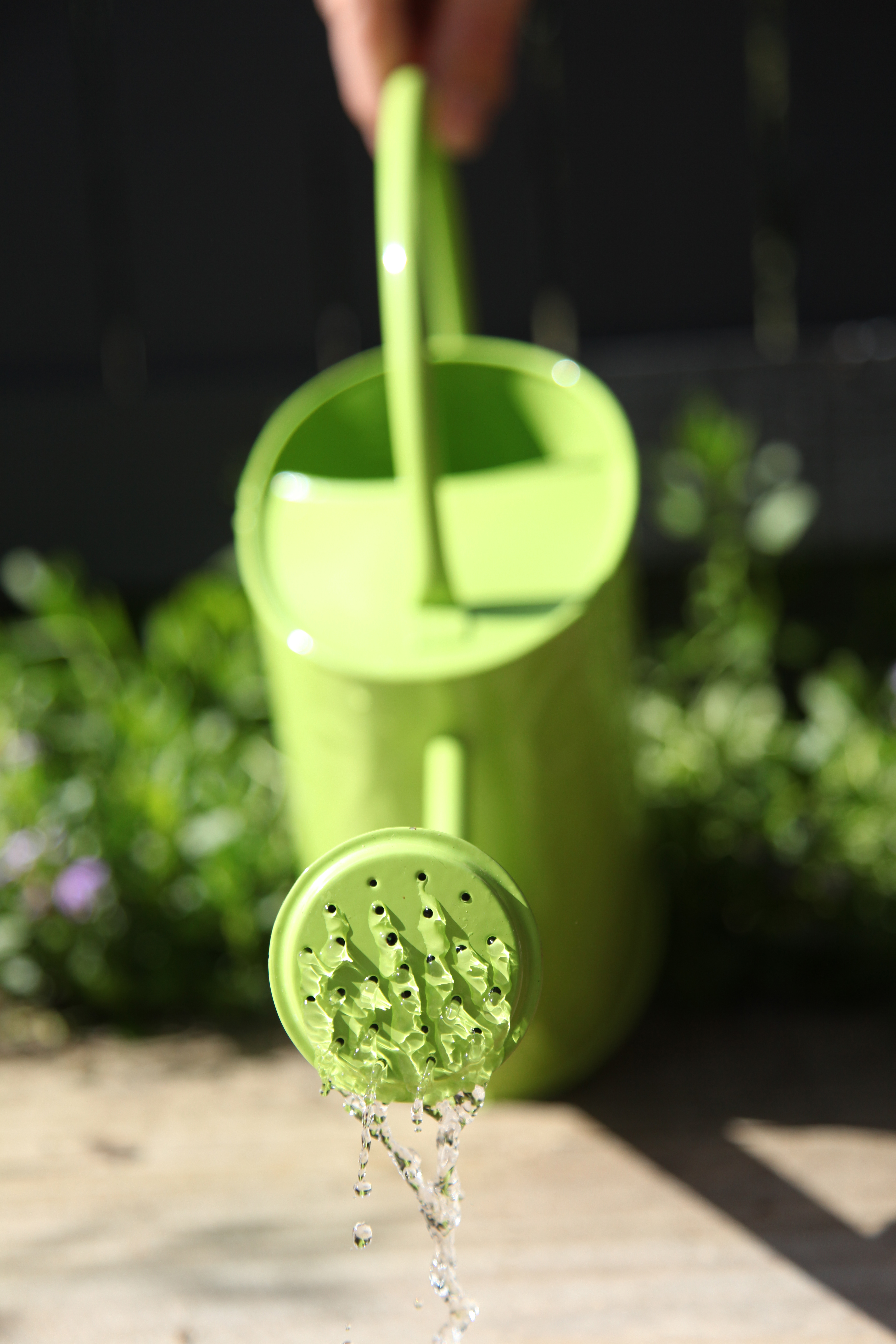
Một bình tưới nước màu xanh lá cây, 2 lít có thể làm bằng sắt đổ nước mạ kẽm
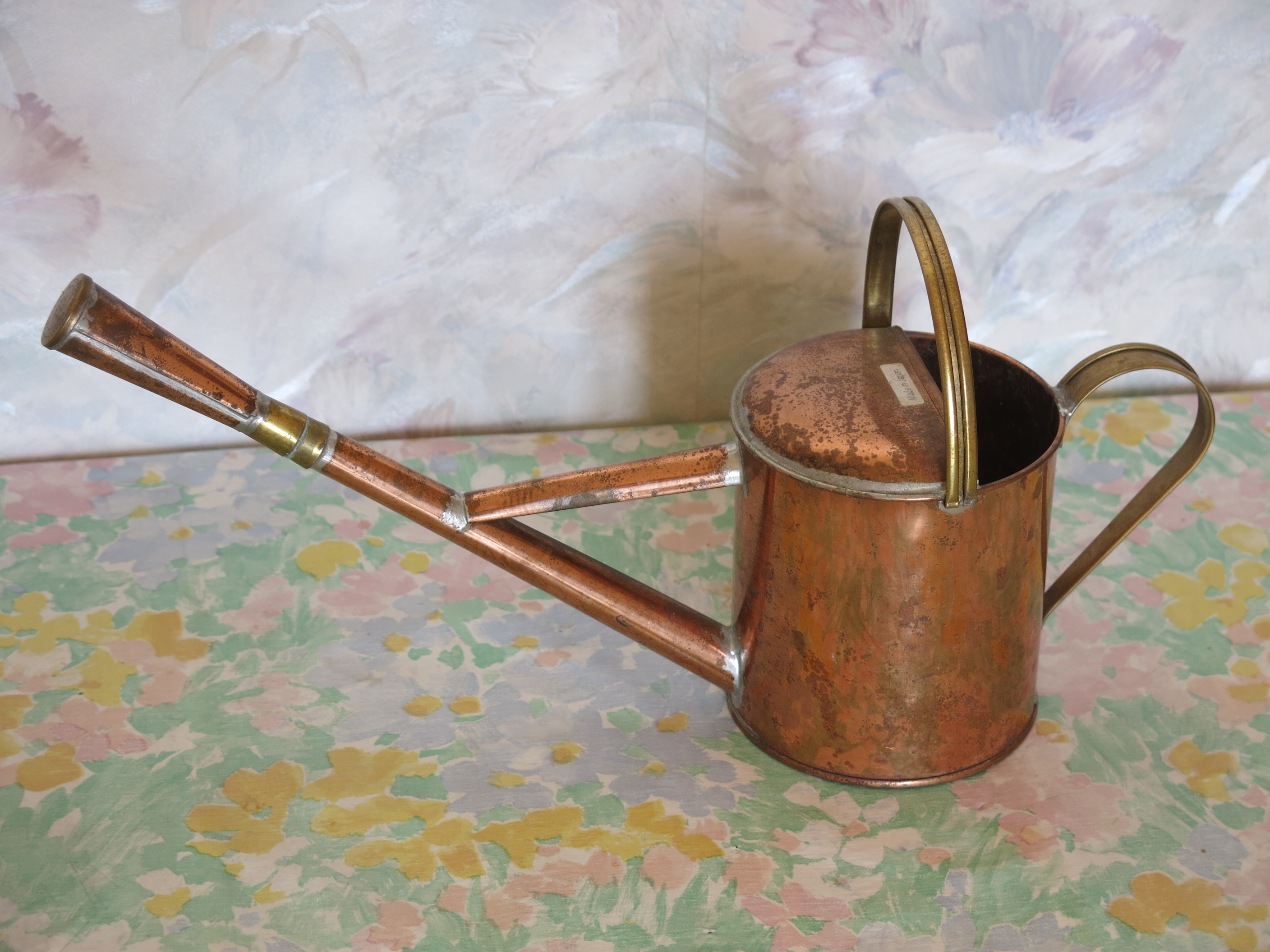
Bình tưới cây cảnh
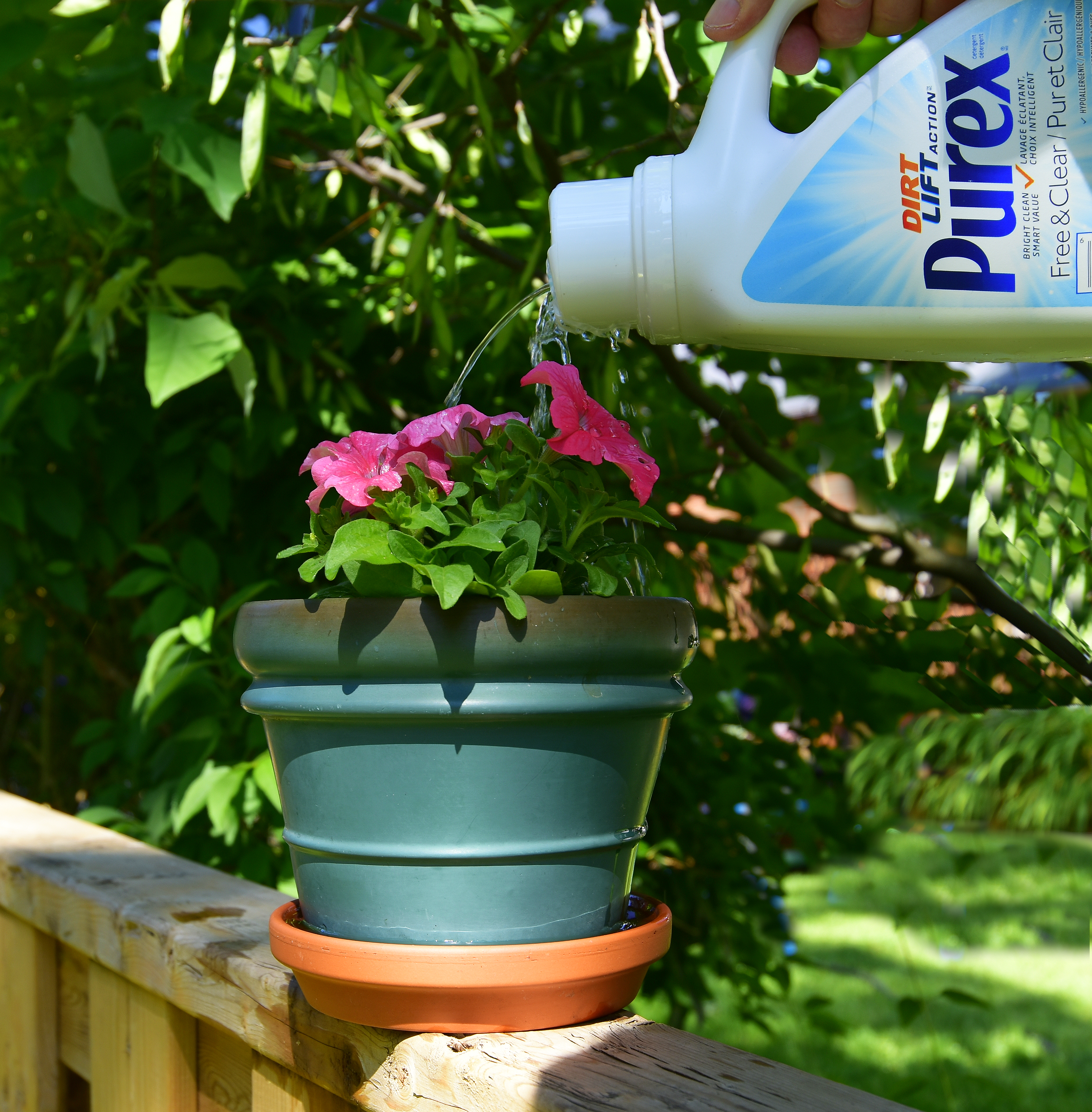
Có thể tưới nước từ thùng chứa